# ارمانو راندی
اِرمانو راندی (ایتالیایی: Ermanno Randi؛ ‏ ۲۷ آوریل ۱۹۲۰ – ۱ نوامبر ۱۹۵۱) بازیگر اهل ایتالیا بود.
از فیلم‌هایی که وی در آن نقش داشته‌است، می‌توان به برنج تلخ، شکار غم‌انگیز، تبهکاران، دیوارهای مالاپاگا، مسیر نفرت و جذام سفید اشاره کرد.